# ターヴェッチ・ラーチカイネン

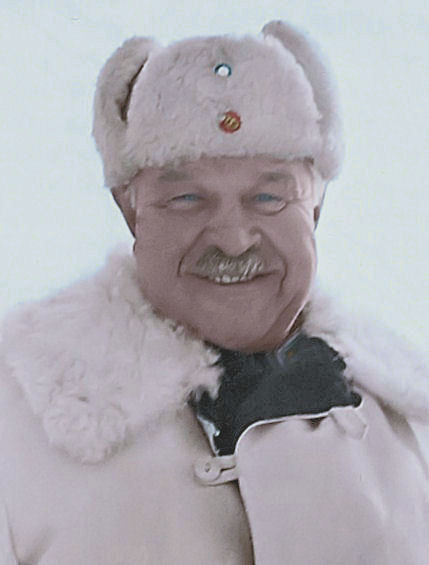
ターヴェッチ・ラーチカイネン

ターヴェッチ・ラーチカイネン（Taavetti Laatikainen；1886年7月27日 – 1954年4月15日）は、フィンランドの軍人。歩兵大将。
1937年～1938年、アボス軍管区司令官。1938年～1940年、第1師団長となり、冬戦争を迎える。冬戦争で功績を上げ、1940年に第1軍団長となる。戦後、1941年に第5軍団を指揮。
独ソ戦（継続戦争）勃発後、第2軍団長に任命され、カレリア地峡に展開した。同年、短期間第4軍団を指揮し、1941年～1944年、再び第2軍団を指揮した。同時に、1941年～1944年の間、「マーセルケ」作戦群を指揮した。1941年7月30日、ヒートラ－ケクスゴルム方面で攻勢に転移し、ソ連第23軍と激戦を繰り広げた。8月8日、ラフデンポフを奪取し、8月10日～14日にかけての敵の逆襲を撃退し、8月21日、ケクスゴルムを占領してソ連軍のヴイボルグ集団の後方に進出した。
1944年、カレリア地峡に展開する第4軍団を指揮。1944年6月9日、ソ連軍は攻勢転移し、第4軍団を撃破した。6月10日、ラーチカイネンは逆襲を試みたが失敗し、退却を開始した。支援のために第4及び第17歩兵師団が増派され、マンネルハイム線で防御を組織した。
終戦後、1946年～1948年、歩兵総監を務めた。